# Lieve Mama
Lieve Mama was een Nederlandse thriller-serie van RTL Nederland, exclusief voor streamingdienst Videoland. De serie is gebaseerd op het gelijknamige boek van Esther Verhoef en ging met zijn volledige zes aflevering op 15 oktober 2020 in première.

## Verhaal
De verpleegkundige Helen is getrouwd met Werner (succesvol horecaondernemer), waarmee ze drie kinderen hebben: zoon Thom en dochters Sara en Emma. Op een avond gaan er twee jongens, Brian en de 18-jarige Ralf, inbreken in de villa van Werner en Helen. Ralf gaat op de uitkijk staan terwijl Brian naar binnen gaat. Daar valt er een schot. Helen heeft Brian doodgeschoten. Op aandringen van Werner besluiten ze niet naar de politie te stappen, het lijk in de diepvries te bewaren, en alles schoon te maken. Daarna verzinnen Werner en Helen een plan om het lijk weg te krijgen, wat met veel emoties gebeurt. Tegenover anderen moeten ze doen of er niets gebeurd is, wat vooral voor Helen niet meevalt.
Ralf heeft problemen. Mickey, iemand die duizenden euro's tegoed heeft van Brian, eist die nu van Ralf, omdat Brian verdwenen is. Ralfs problemen stapelen zich op.

## Rolverdeling
| acteur               | personage       |
| -------------------- | --------------- |
| Rifka Lodeizen       | Helen Möhring   |
| Guy Clemens          | Werner Möhring  |
| Aiko Beemsterboer    | Sara Möhring    |
| Walt Klink           | Thom Möhring    |
| Mila van Groeningen  | Emma Möhring    |
| Shahine El-Hamus     | Ralf Keskin     |
| Ergun Simsek         | Murat Keskin    |
| Barry Atsma          | Lex van der Ven |
| Tarik Moree          | Brian Poelman   |
| Vincent van der Valk | Mick van Beek   |
| Richelle Plantinga   | Naomi           |
| Urmie Plein          | Marjan Otten    |
| Bas Keizer           | Floris          |
| Sara Luna Zoric      | Jacky           |
| Cynthia Abma         | Emily Poelman   |
| Sabri Saddik         | vriend van Ralf |
| Daniël Kolf          | Daryl           |
| Noa Claassen         | Arthur          |
| Jard Struik          | Hakim           |
| Katrien van Beurden  | Arianne         |
| Lukas Dijkema        | opa             |
| Martijn Oversteegen  | politieagent    |
| Willemijn Kressenhof | politieagent    |